# Younes Koulkheir
Younes Koulkheir (en arabe : يونس كولخير) est un footballeur algérien né le 1er juin 1996 à Oran. Il évolue au poste de milieu défensif à la JSM Tiaret.

## Biographie
Il évolue en première division algérienne avec les clubs de l'Olympique de Médéa, de la JS Saoura, de l'USM Bel Abbès et enfin du RC Relizane. Il dispute actuellement 67 matchs en inscrivant 2 buts en Ligue 1.
Il dispute la Ligue des champions de la CAF saison 2018-19 avec la Saoura. Il joue 2 matchs dans cette compétition africaine.